# Bajo el sol (película de 2015)
Bajo el sol (en croata: Zvizdan, The High Sun, en inglés) es una película dramática coproducida en 2015 y dirigida por Dalibor Matanić. Fue proyectado en la sección Un certain regard en el Festival de Cine de Cannes de 2015 ganando el Premio del Jurado. Es la primera película croata que se proyectó en Cannes desde la independencia de Croacia en 1991. La película fue seleccionada de entrada en la sección de cine internacional como Mejor Película de habla no inglesa en los 88º Premios de la Academia, pero no fue nominada.

## Argumento
Bajo el sol se subdivide en tres historias ambientadas en Croacia en tres décadas sucesivas, las de 1990, 2000 y 2010. En la primera parte, la Guerra de los Balcanes está próxima. El amor de Jelena e Iván, dos jóvenes de nacionalidades enfrentadas, habrá de soportar momentos de gran tensión. En la segunda parte, la más breve, es también la de imágenes más crueles. Paisajes destrozados y seres ensimismados y sin futuro. La guerra es ya historia, pero sus consecuencias permanecen. Un final morboso habla de una relación imposible. En la tercera parte, Luka, un joven universitario, regresa a su pueblo, en la frontera croata, un pueblo en el que nadie le espera. Las viejas heridas aún no han cicatrizado. Ni los padres de Luka pueden perdonar, ni Marija, una joven mujer destrozada, está dispuesta a olvidar.

## Reparto
- Tihana Lazović, en el papel de Jelena / Nataša / Marija
- Goran Marković, como Ivan / Ante / Luka
- Nives Ivanković, en el papel de Jelena / Nataša madre
- Dado Ćosić, como Saša
- Stipe Radoja, como Božo / Ivno
- Trpimir Jurkić, como Ivan  / Luka padre
- Mira Banjac, en el papel de la abuela de Ivan
- Slavko Sobin, como Mane / Dino